# Jackson megye (Kentucky)
Jackson megye az Amerikai Egyesült Államokban, azon belül Kentucky államban található. Megyeszékhelye McKee, legnagyobb városa Annville. Lakosainak száma 12 955 fő (2020. április 1.). Jackson megye Lee, Owsley, Clay, Laurel, Rockcastle, Madison és Estill megyékkel határos.

## Népesség
A megye népességének változása:
| Lakosok száma | 13 491 | 13 396 | 13 315 | 13 427 | 13 352 | 12 955 |
|               | 2010   | 2011   | 2012   | 2013   | 2015   | 2020   |